# Mărișelu
Mărișelu (Hongaars: Sajónagyfalu) is een Roemeense gemeente in het district Bistrița-Năsăud.
Mărișelu telt 2641 inwoners en telt 7 dorpjes; 
- Bârla (Berlád)
- Domneşti (Bilak of Adelsdorf)
- Jeica (Zselyk of Schelken)
- Măgurele (Serling)
- Mărişelu (Sajónagyfalu)
- Neţeni (Nec)
- Sântioana (Sajószentiván, Johannisdorf).

In Jeica is de meerderheid van de bevolking etnisch Hongaars, het dorp behoort tot de etnische regio Zevenburgse Vlakte Het dorp heeft enorme bevolkingsverliezen geleden, in 1900 woonden er nog 684 personen (661 Hongaren), in 2011 was de totale bevolking gedaald naar 104 personen (100 Hongaren).
Het dorpje Domneşti (Bilak of Adelsdorf) had in 1900 nog 869 inwoners, 408 Roemenen, 109 Hongaren en 347 Saksen, dit plaatsje kan gerekend worden tot het Nösnerland.